# Riekiella arnheimi
Riekiella arnheimi är en tvåvingeart som beskrevs av Kelsey 1975. Riekiella arnheimi ingår i släktet Riekiella och familjen fönsterflugor. Inga underarter finns listade i Catalogue of Life.